# 1810
Évszázadok: 18. század – 19. század – 20. század
Évtizedek: 1760-as évek – 1770-es évek – 1780-as évek – 1790-es évek – 1800-as évek – 1810-es évek – 1820-as évek – 1830-as évek – 1840-es évek – 1850-es évek – 1860-as évek
Évek: 1805 – 1806 – 1807 – 1808 –  1809 – 1810 – 1811 – 1812 – 1813 – 1814 – 1815

## Események
- szeptember 5. - Budán tűzvész pusztít, amely a virágzó Tabán városrész több száz lakóházát megsemmisíti.
- szeptember 16. – A mexikói Dolores városkában elhangzik a Grito de Dolores, ezzel kezdetét veszi a Miguel Hidalgo y Costilla vezette függetlenségi harc.
- október 17. – Megrendezik az első Oktoberfestet.

## Születések
- január 18. – Gál László, honvéd ezredes († 1850)
- február 10. – Barabás Miklós, festőművész, grafikus († 1898)
- március 1. – Frédéric Chopin, lengyel zeneszerző († 1849)
- március 2. – XIII. Leó pápa, eredeti nevén: Giocchino Vincenzo Pecci († 1903)[1]
- március 13. – Csernovics Péter, politikus († 1892)
- április 2. – Gasparich Márk Kilit, tábori lelkész, 1848–49-es szabadságharc utáni függetlenségi szervezkedések résztvevője és vértanúja († 1853)
- április 14. – Szále János Ignác, festőművész († 1870)
- április 21. – Házmán Ferenc magyar jogász, politikus, Buda utolsó polgármestere († 1894)
- június 8. – Robert Schumann, német zeneszerző († 1856)
- július 21. – Henri Victor Regnault francia fizikus és kémikus († 1878)
- augusztus 15. – Sina Simon, földbirtokos, diplomata és mecénás († 1876)
- november 7. – Erkel Ferenc, zeneszerző, karmester, zongoraművész, pedagógus († 1893)
- november 30. – Oliver Fisher Winchester(wd), amerikai fegyver- és lőszergyáros, a Winchester-ismétlőpuska feltalálója († 1880)
- december 18. – Asbóth Sándor, 1848–49 évi szabadságharcban alezredes, az amerikai polgárháborúban az északiak dandártábornoka († 1868)

## Halálozások
- január 21. – Aranyosy János, piarista pap, költő (* 1781)
- február 5. – Rát Mátyás, evangélikus lelkész, nyelvészeti író, az első magyar nyelvű hírlap szerkesztője (* 1749)
- február 21. – Henry Cavendish, angol fizikus és kémikus, a Royal Society tagja (* 1731)
- március 7. – Fábián Juliánna, írónő (* 1765)
- április 3. – Darvas Ferenc, magyar királyi udvari helytartósági tanácsos és Pest vármegye országgyűlési követe, költő (* 1740)
- június 26. – Joseph-Michel Montgolfier, feltaláló, hőlégballon építő (* 1740)
- november 1. – Johann Heinrich Gottfried von Bretschneider, a pesti egyetem első könyvtárigazgatója (* 1739)
- december 20. – Boros Ferenc, titkár, költő (* 1783)
- december 21. – Marczibányi István, Csanád vármegye alispánja, a művészetek és a tudomány mecénása (* 1752)